# 生邪魔
生邪魔（いちじゃま、 イチジャマ）は、沖縄県での生霊の総称。恨み、憎しみをおぼえた相手を意識的に呪詛し、その人に危害を加える反社会的呪術。また、この呪術を公使する霊的能力を持つもの。 また、この生霊を他の人間に取り憑かせる呪法、呪者、呪者の家系の呼称でもある。

## 概要
邪術、邪術師の概念に相当し、人々に恐れられた。イチジャマは大部分が女性であるとされ、非社交的、むら気、嫉妬深い、強欲など極端な性格も持ち、なんらかのきっかけで、他人を恨んだり、他人の持ち物を欲しがり嫉妬して呪詛をかけるとされる。この時にはイチジャマしか知らない、呪詞や道具を使い、相手の身体各部を意のままに傷めつけたり、ときには死亡させることもできると、信じられている。一般的な生霊と同様、生邪魔は生きている人間の体から霊魂が抜け出て、憎悪の対象となる者を苦しめるものである。
生邪魔は本人と同じ姿をとり、相手に贈り物をする。内容は芭蕉、ニンニク、ラッキョウといった作物などで、これを受け取った者は生邪魔に取り憑かれる羽目になり、原因不明の病気に冒され、やがては死に至る。
生霊を他の人間に取り憑かせる呪法、その呪法を使う人間、その人間の家系もまた生邪魔と呼ばれる。呪法の際には生邪魔仏（いちじゃまぶときい）と呼ばれる人形に祈ることで生邪魔を相手に憑けることができるという。一説によると、この生邪魔仏を鍋で煮ながら、病気にさせたいと思う箇所を呪文のように唱えるという（たとえば頭痛にさせたければ「頭、頭、頭……」）。また道具や呪法を使わなくても、相手に憎悪を抱いただけでも生邪魔が取り憑くともいう。
生邪魔による病気を治すにはユタと呼ばれる巫女の祈祷が必要となる。ユタは病人の親指を縛り、釘を打つ仕草の祈祷により、生邪魔を相手へ送り返すという。また、病人を前にしてその人の悪口を言いまくることで、生邪魔を追い払うことができるともいう。
また生邪魔を取り憑かせる対象は人間以外の動植物にも及び、牛、馬、豚などの家畜、畑の作物までにも損害の及ぶことがあったという。
生邪魔の能力は母から娘へと女系をたどって伝えられることが多く、能力を持つ者の多くは鋭い目つきをしている。生邪魔の家系の者と結婚することは避けられたといわれているが、その家系には美男美女が多いことから、そうとは知らずに恋に落ち、悲しい結末を辿ることが多かったという。
呪詛を解くには、イチジャマに悪口を言う、豚糞などを投げて儀礼的に汚す、ユタなどの抜霊儀礼を依頼する、その他がある。
1676年、1678年、1687年には生邪魔を使ったとされる女性が告発され、死罪にされた記録がある。また1679年にはある村人が生邪魔を使った女性を告発しようとしたが、その女の親戚に止められ、その後で当の女性が自殺したため、親戚、村人共に罰金を強いられたこともある。